# Dominatrix (groupe)
Pour les articles homonymes, voir Dominatrix.
Dominatrix est un girls band brésilien de riot grrrl et hardcore mélodique, originaire de São Paulo, État de São Paulo.

## Histoire
Le groupe est formé à la fin 1995 par les sœurs Isabella et Elisa Gargiulo,. Le nom « Dominatrix » n'est utilisé qu'en 1996. La première démo sort en janvier 1996, intitulée Pink Hair Rules, enregistrée avec Elisa (guitare et chant), Isabella (basse et chant) et Estela Homem (batterie). En mai 1996, toujours avec Ana Pereira (guitare), elles sortent une deuxième démo intitulée Little Grrls. En septembre de la même année, le groupe enregistre deux titres pour la compilation SP Punk vol II. À partir de la fin de l'année 1996, le groupe a une nouvelle guitariste, Eliane (désormais membre des groupes Hats et Lava), et sort la démo March 8th en mars 1997. En avril 1997, Eliane quitte le groupe. Le mois suivant, en tant que trio, Dominatrix sort sa quatrième démo, All We Want is Girl Unity, et est invité à rejoindre le label Teenager in a Box. Leur premier album, Girl Gathering,,, sort en août 1997, reprenant les chansons des deux dernières démos. L'album se vend rapidement, et est épuisé neuf mois plus tard.
En juin 1998, le groupe enregistre son deuxième album, intitulé Self Delight, fruit d'un partenariat entre Teenager in a Box et le label Clorine Records, fondé par Elisa, la chanteuse du groupe.
En avril 2017, elles se produisent à la Virada Cultural de São Paulo.
En avril 2024, elles se produisent au festival Mulheres n@ Punk à São Paulo, avec les groupes Ratas Rabiosas et Mercenárias,,,. En août 2024, le groupe est inscrit au festival Oxigênio à São Paulo, où il se produit aux côtés du groupe américain de punk rock Hot Water Music et des groupes Hateen et Bayside Kings,,.

## Autres projets
En plus des groupes de ses membres, Dominatrix promeut le festival LadyFest Brasil, qui promeut le mouvement riot grrrl, les fanzines féministes et les nouveaux groupes formés par des filles qui n'ont pas beaucoup d'espace pour faire connaître leur travail,.

## Discographie
- 1997 : Girl Gathering
- 1998 : Self Delight
- 1999 : Split: Street Bulldogs and Dominatrix
- 2001 : Split Bike: Dance of Days and Dominatrix
- 2003 : Beauville
- 2009 : Quem Defende Pra Calar